# Akanthos ze Sparty
Akanthos (starořecky Ἀκάνθς–Akanthos) byl v roce 720 před Kr. vítěz olympijských her v diaulu a dolichu.
Akanthos ze Sparty zvítězil na 15. starověkých olympijských hrách ve dvou běžeckých disciplínách, v diaulu (běhu na dvě stadia) a v nově zavedené běžecké disciplíně dolichu – běhu na dlouhou trať. Vítězem běhu na jedno stadium se stal Orsippos z Megary. Byli to první muži, kteří na olympijských hrách běželi nazí. Dle antického autora Thukydida atleti na předchozích olympijských hrách závodili s páskou kolem ohanbí, a pak se s tím přestalo. Připomíná, že někteří barbaři, především Asiaté, při zápasení a boxu mají takové pásky ještě i za jeho dob a také to, že staří Řekové měli kdysi mnoho společného s barbary.